# Rackham el Roig
Rackham el Roig és un personatge de ficció de còmic de Les aventures de Tintín, que són una sèrie d'historietes en còmic creades pel dibuixant belga Hergé. La primera aparició del personatge es va publicar en forma de tira còmica en blanc i negre al diari le Soir el 24 d'agost de 1942. Rackham el Roig era un pirata que tenia una gran fortuna, la qual li fou arrabassada junt amb el seu vaixell, tripulació i pròpia vida per Francesc de Haddock, avantpassat del Capità Haddock, segon se'ns mostra a l'àlbum El Secret de l'Unicorn. Segons l'àlbum, l'enfrontament entre Francesc de Haddock i Rackham el Roig tingué lloc l'any 1698, quan el francés Francesc de Haddock partí de l'illa de Santo Domingo, rumb a Europa i el seu vaixell, L'Unicorn, fou abordat pel pirata. El personatge de Rackham el Roig està inspirat en el pirata real Jack Rackham.